# Vörös János (labdarúgó)
Vörös János (Szeged, 1945. január 29. – 2000. november) labdarúgó, csatár.

## Pályafutása
1963 nyarán a Szegedi Építőkből igazolta le a Szegedi VSE, ahol 1965 végéig a játszott. Az 1966-os idényben a Bp. Honvéd játékosa volt. Az élvonalban 1966. augusztus 13-án mutatkozott be az MTK ellen, ahol csapata 2–0-s vereséget szenvedett. 1967 és 1974 között a Szegedi EOL együttesében játszott. Az élvonalban összesen 119 mérkőzésen szerepelt és 15 gólt szerzett.
Hosszan tartó, súlyos betegségben hunyt el 56 évesen, 2000 novemberében. Hamvasztás utáni temetése 2000. november 28-án volt a szegedi Dugonics temetőben.